# Terracotta

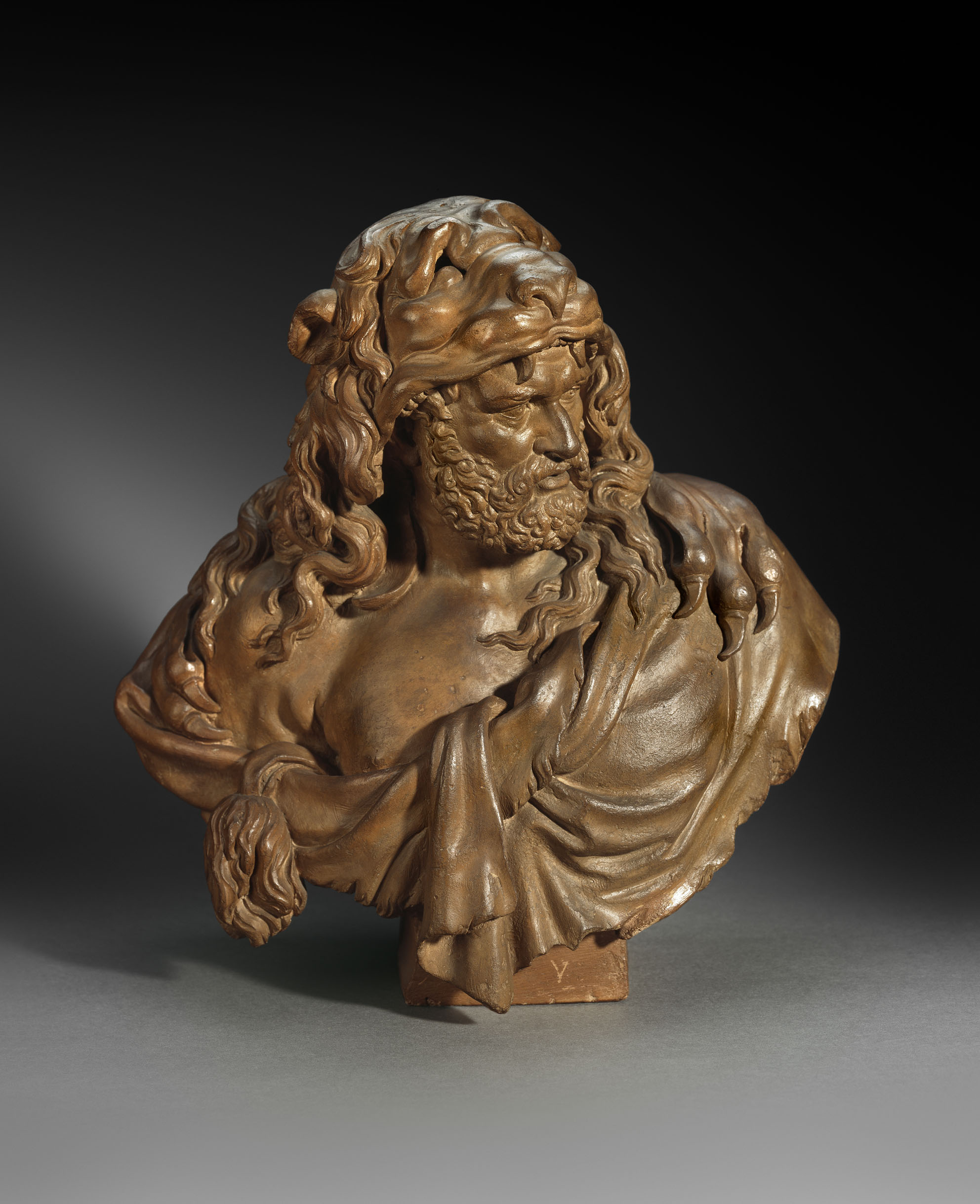
Terracotta werd vaak gebruikt door kunstenaars voor het modelleren en maken van voorontwerpen. Een bekend voorbeeld hiervan is de Buste van Hercules gemaakt door Lucas Faydherbe (collectie Koning Boudewijnstichting) dat zich nu in het Rubenshuis bevindt

Terracotta (Italiaans: terra cotta, aarde gebakken = gebakken klei, mv. terracotta's) is poreus, ongeglazuurd aardewerk van roodbakkende klei. Het wordt op diverse manieren toegepast, zoals bij bloempotten en goedkoop servies. 
Ook wordt het wel gebruikt voor beelden. Hierbij gaat het vooral om het ontwerpen en boetseren van beelden in klei. Vroeger werd hier vervolgens een gipsen mal omheen gemaakt in delen, waarvan weer een afgietsel in gietklei werd gemaakt (slibgieten). Dit afgietsel werd in halfdroge staat verder uitgewerkt en geschuurd, waarna het uiteindelijk werd gebakken. Vaak werden de beelden later in een duurder materiaal als brons of marmer uitgewerkt.   

## Trivia
- Het waarschijnlijk bekendste werk, gemaakt van terracotta, is wel het Terracottaleger in China.
- Terracotta's werden ook in andere kleuren vervaardigd. Zo waren zwarte terracotta's heel populair in de 18e eeuw.

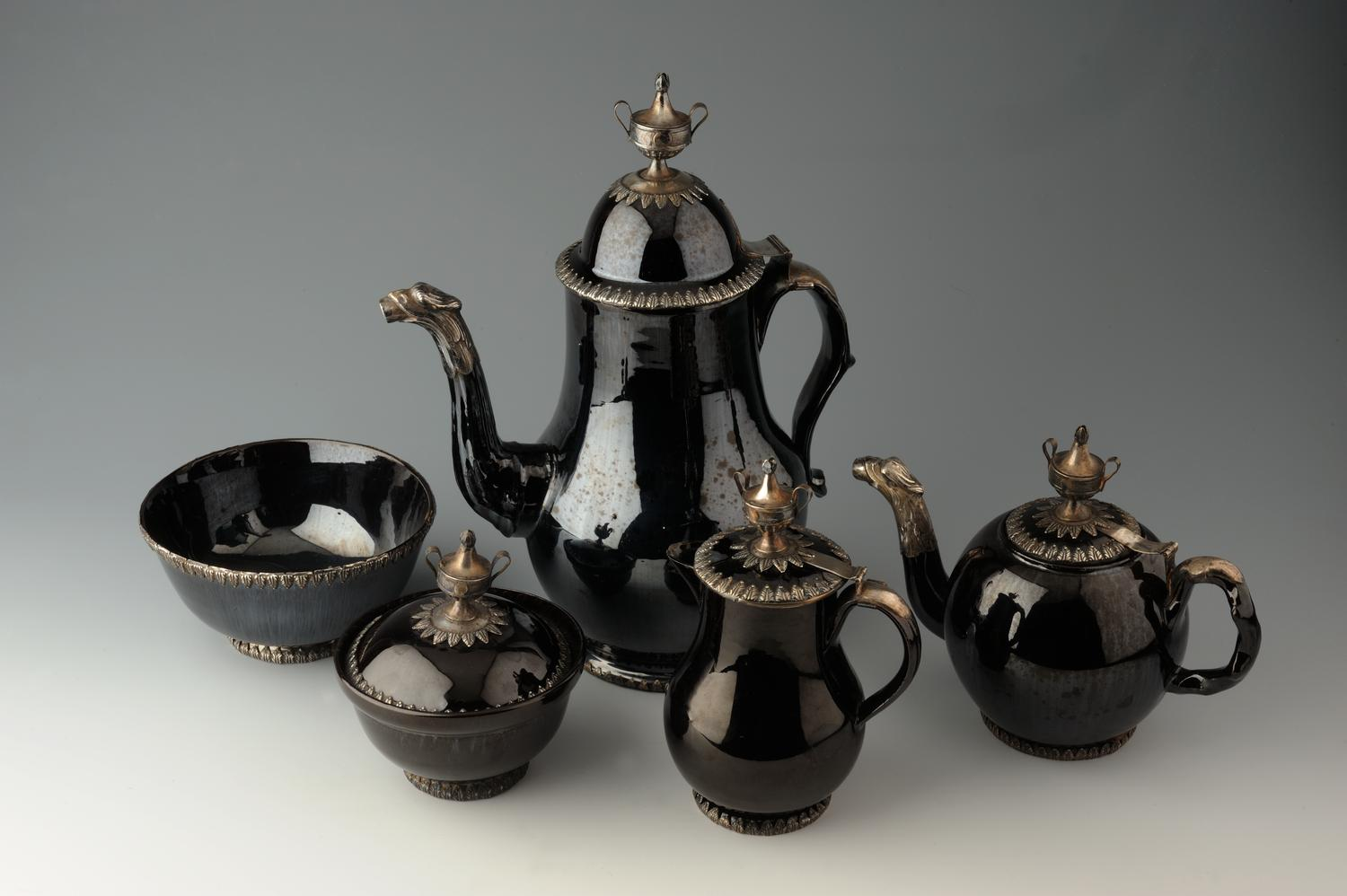
Collectie zwarte terracotta's (coll. Koning Boudewijnstichting)
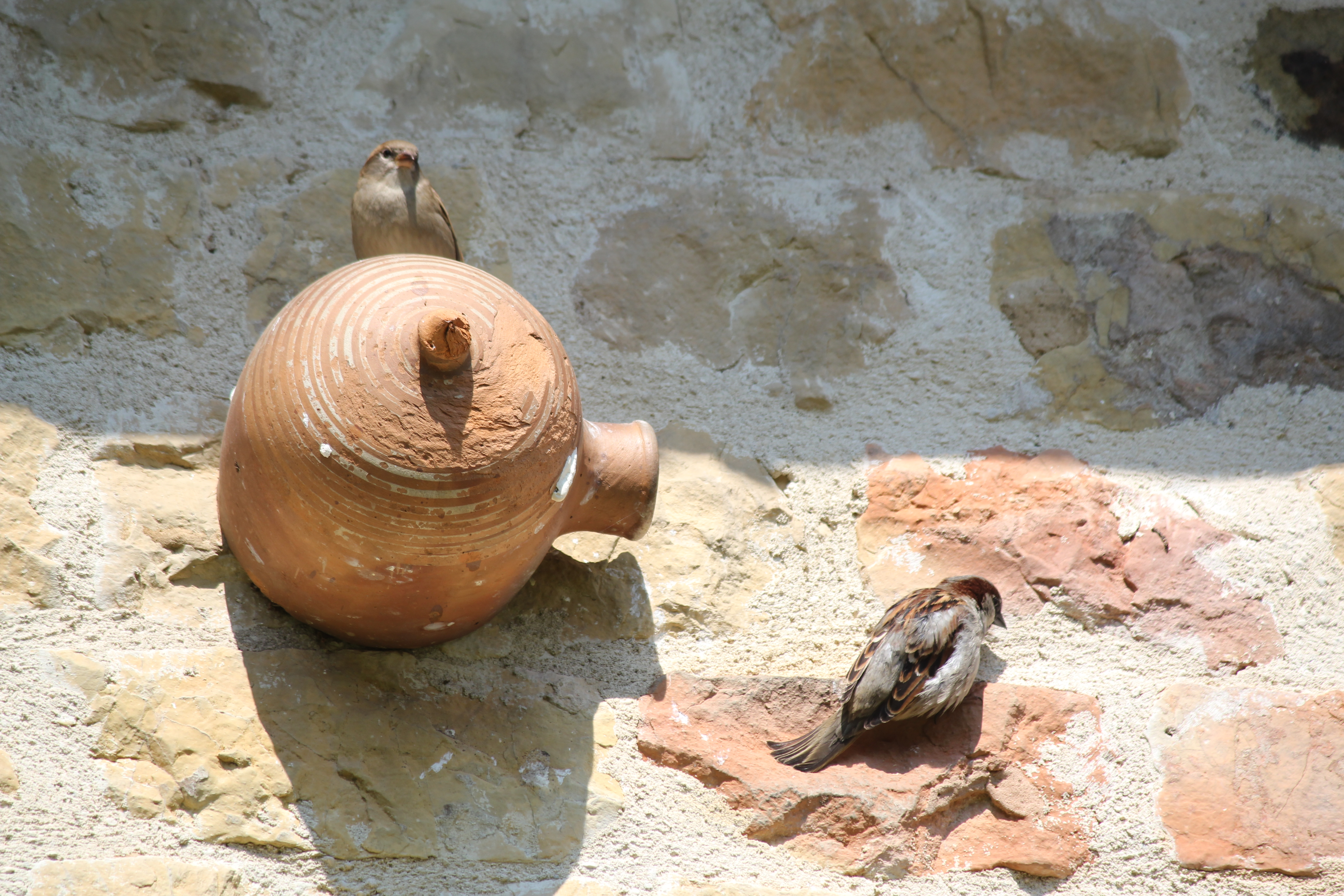
Terracotta vogelhuis met twee mussen
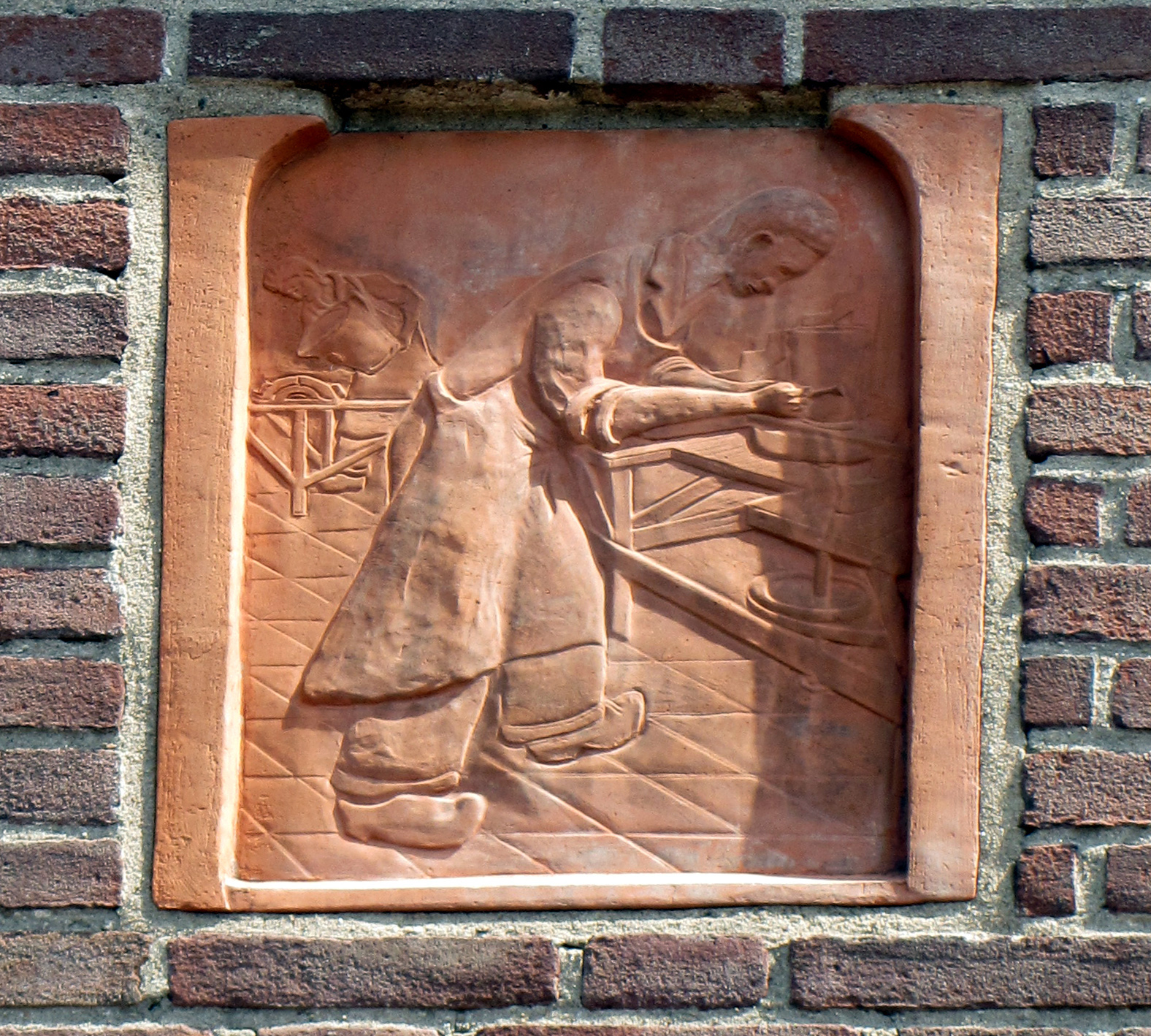
Terracotta reliëf, Plateelbakkerij Schoonhoven